# Cerodrillia clappi
Cerodrillia clappi é uma espécie de gastrópode do gênero Cerodrillia, pertencente a família Drilliidae.